# Schlesisches Tor (métro de Berlin)
Schlesisches Tor [ˈʃleːzɪʃəs toːɐ̯] est une station des lignes 1 et 3 du métro de Berlin, située dans le quartier de Kreuzberg.

## Situation
La station est située entre Görlitzer Bahnhof à l'ouest, en direction de Uhlandstraße (ligne 1) ou Krumme Lanke (ligne 3) et Warschauer Straße au nord-est, terminus des deux lignes.
Elle est établie sur une plateforme surélevée au-dessus d'une petite place entre la Skalitzer Straße et l'Oberbaumstraße qui se poursuit un peu plus loin sur l'Oberbaumbrücke.

## Histoire
Schlesisches Tor (« Porte de Silésie » en allemand) doit son nom à la douzième porte du mur de douane et d'accise de Berlin aux XVIIIe et XIXe siècles jusqu'à sa démolition dans les années 1860. La porte donnait sur la voie à destination de la Silésie, une région historique du sud-ouest de la Pologne, d'où son nom. La station de métro Porte de Silésie ne doit pas être confondue avec l'ancienne gare de Silésie (de 1881 à 1950), qui porte désormais le nom de gare de l'Est.
Elle est une des plus vieilles stations de métro de Berlin construite en 1901 par Siemens & Halske selon le projet de Hans Grisebach et August Dinklage, lauréat d'un concours pour une gare de style historiciste néo-renaissance qui est plébiscité par le public.
La station est mise en service le 15 février 1902 avec la première ligne de métro, le Stammstrecke, entre Stralauer Tor et Zoologischer Garten.
Depuis le 7 mai 2018, la ligne 3 dessert également la station en effectuant le même parcours que la ligne 1 entre Wittenbergplatz et Warschauer Straße.

## Service des voyageurs

### Accueil
La station est l'une des rares à Berlin à être encore inaccessible aux personnes à mobilité réduite et ne dispose ni d'ascenseur ni d'escalier mécanique.

### Intermodalité
La station est en correspondance avec les lignes d'autobus no 165 et 265 de la BVG.

## Galerie de photographies

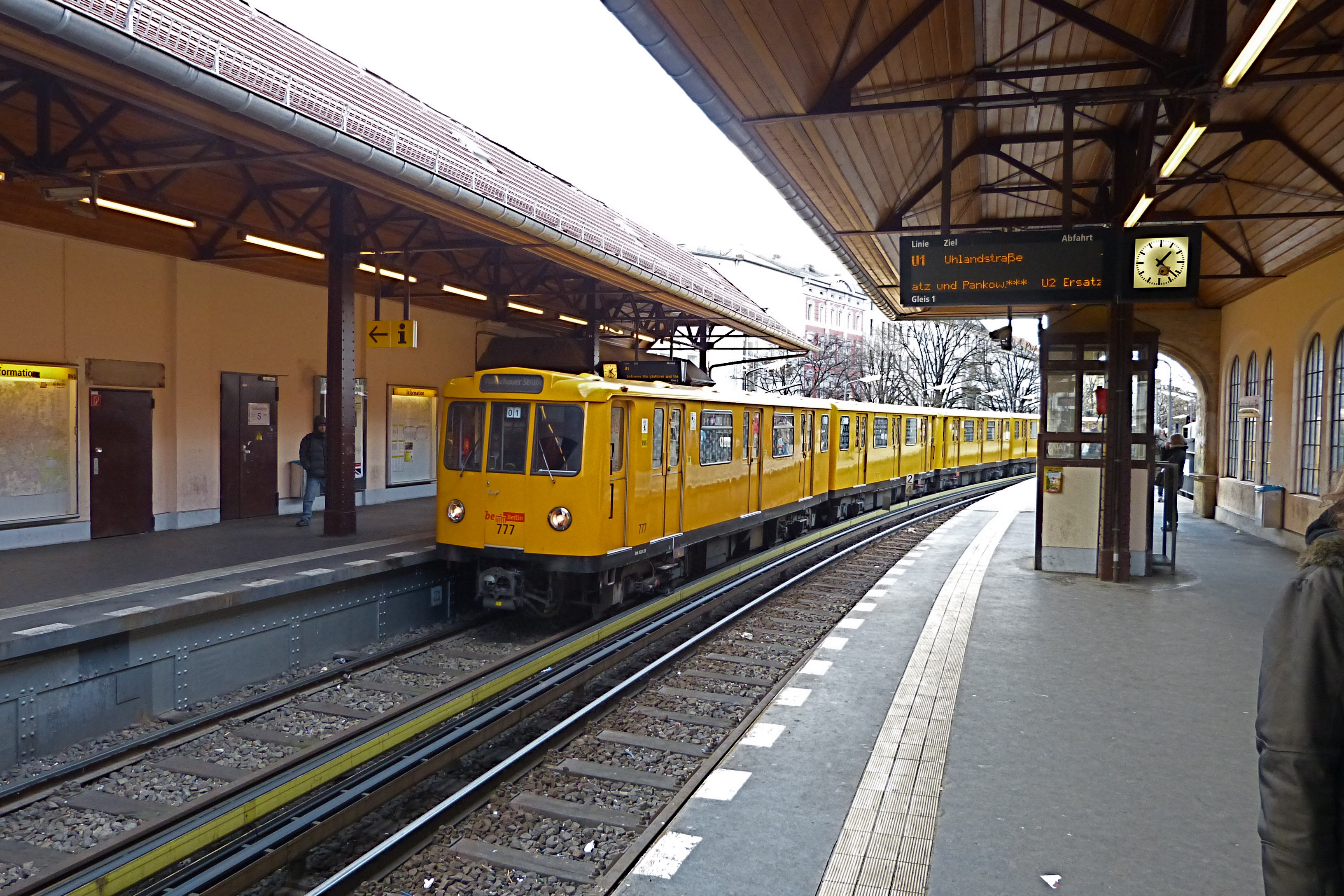
Une rame entre dans la station.
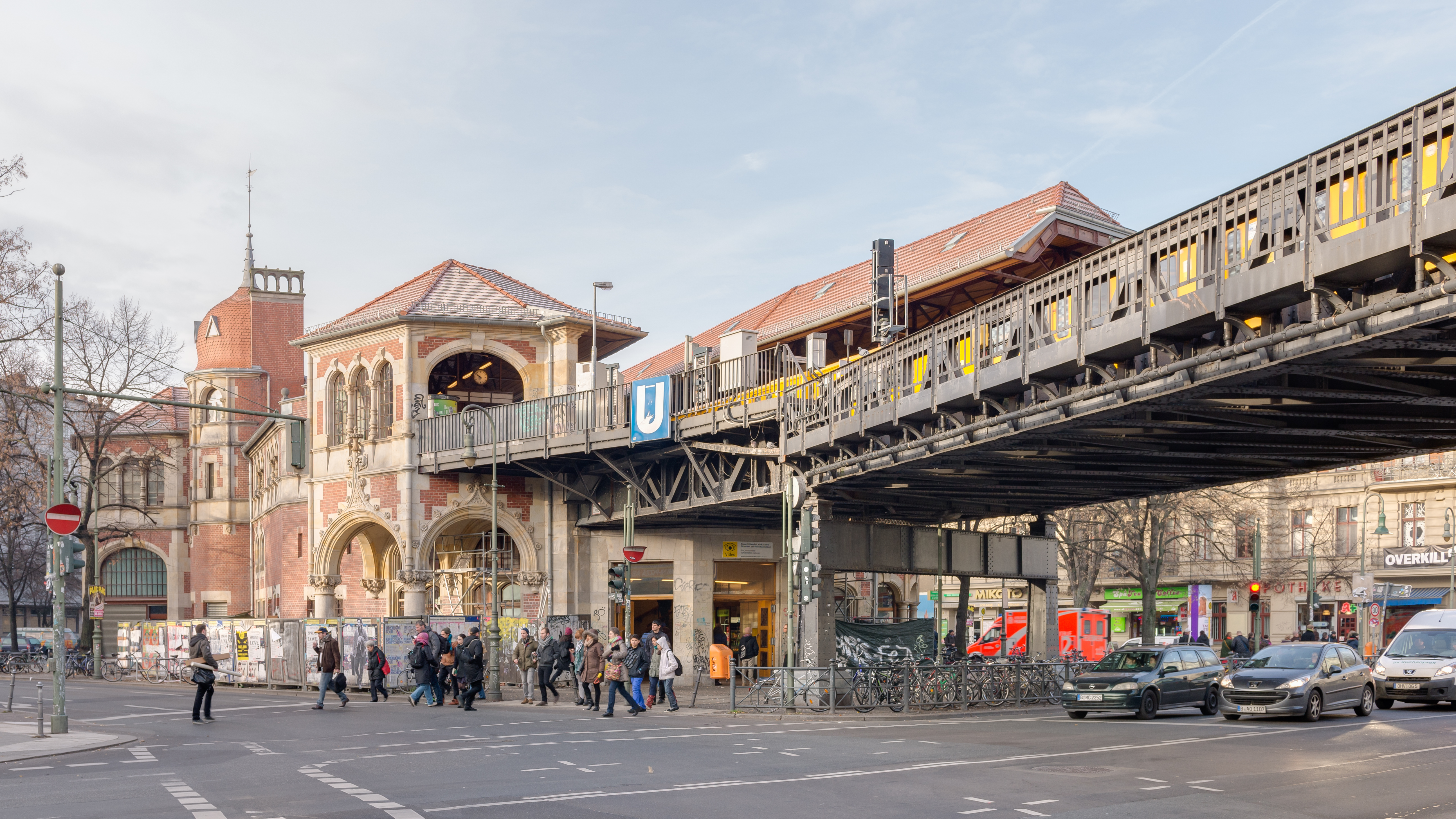
Côté nord de la gare vu depuis l'Oberbaumstraße.
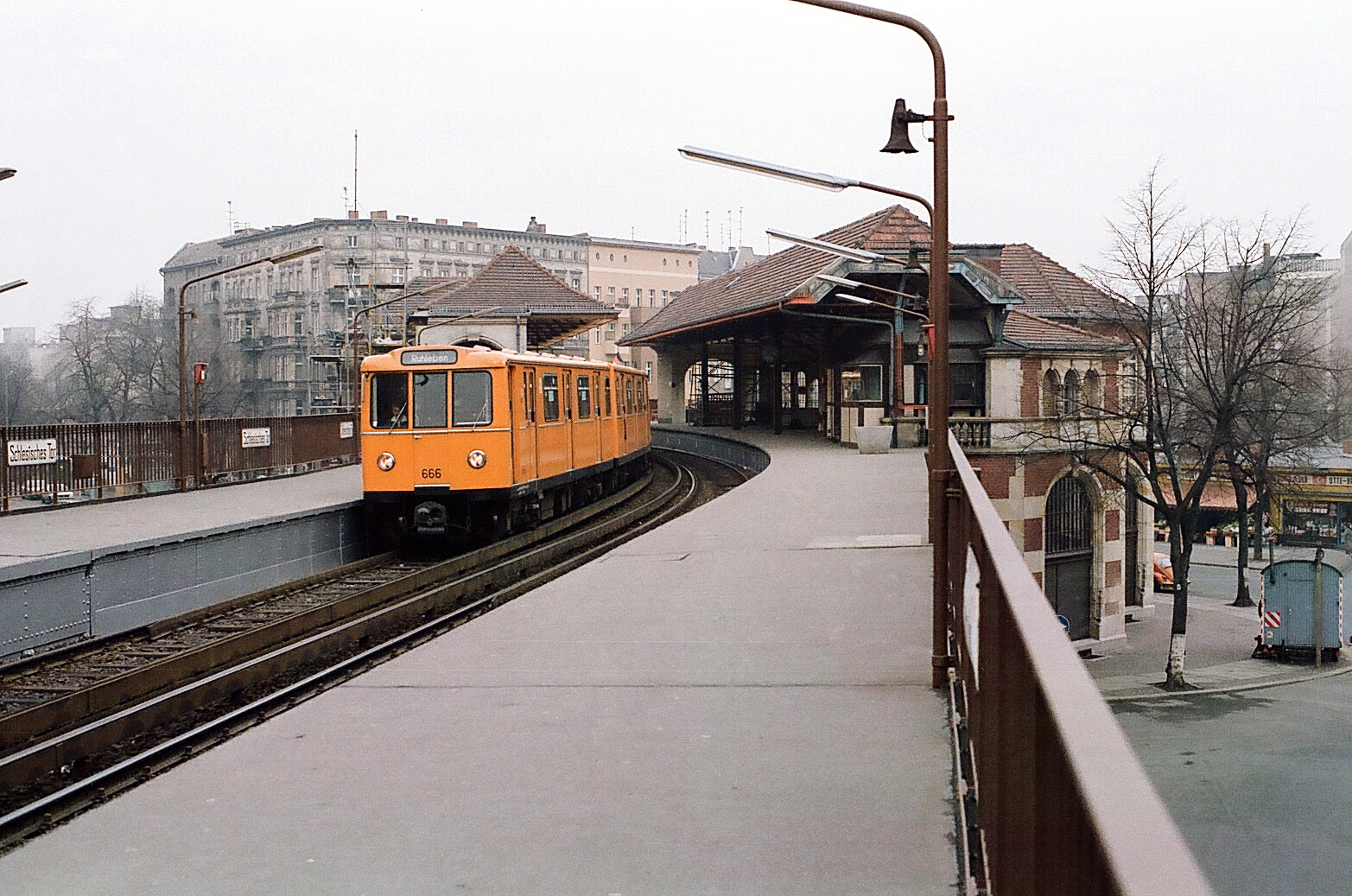
Les quais en 1984.
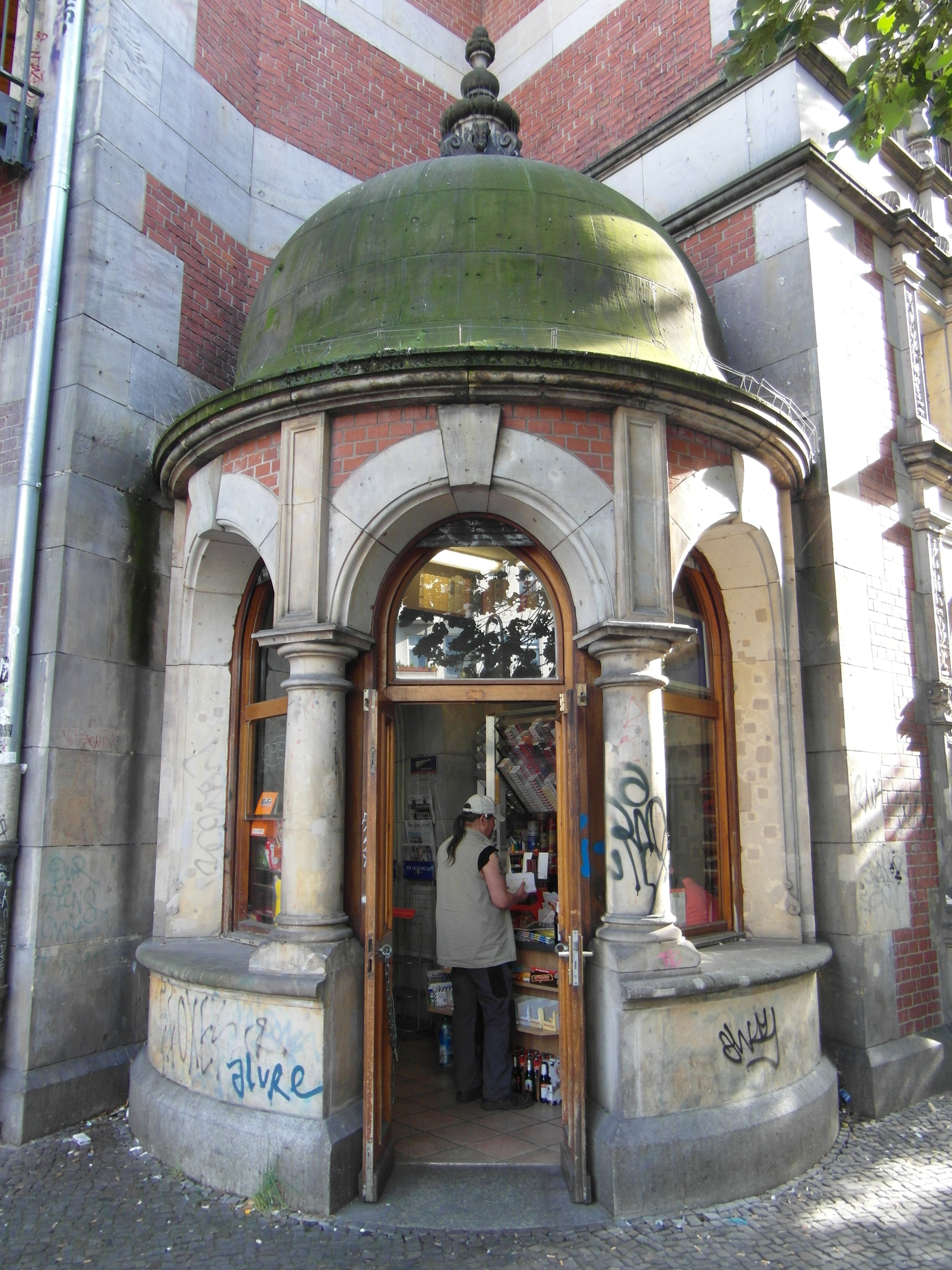
Entrée latérale par le kiosque à journaux.
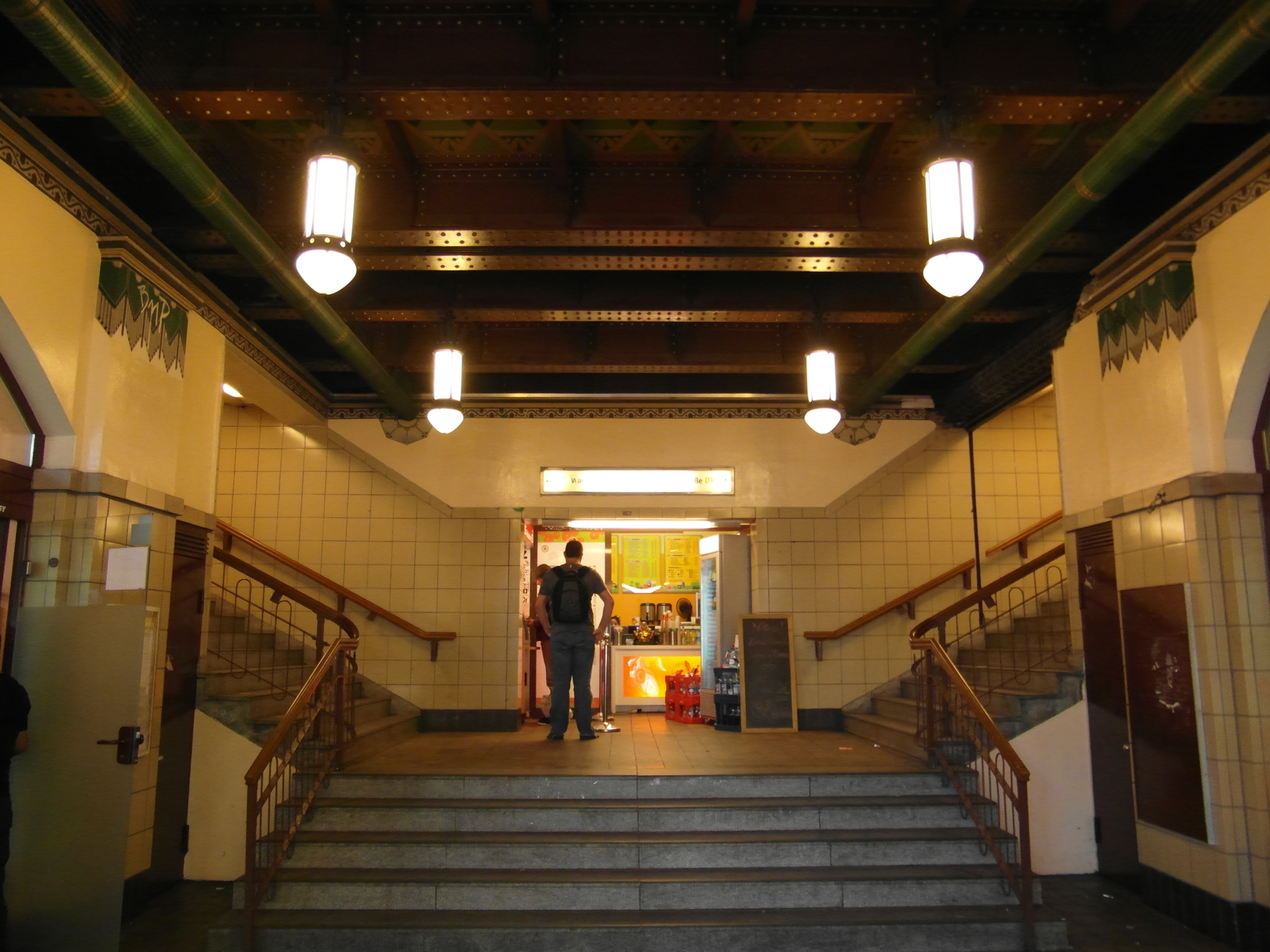
Escaliers de la station.
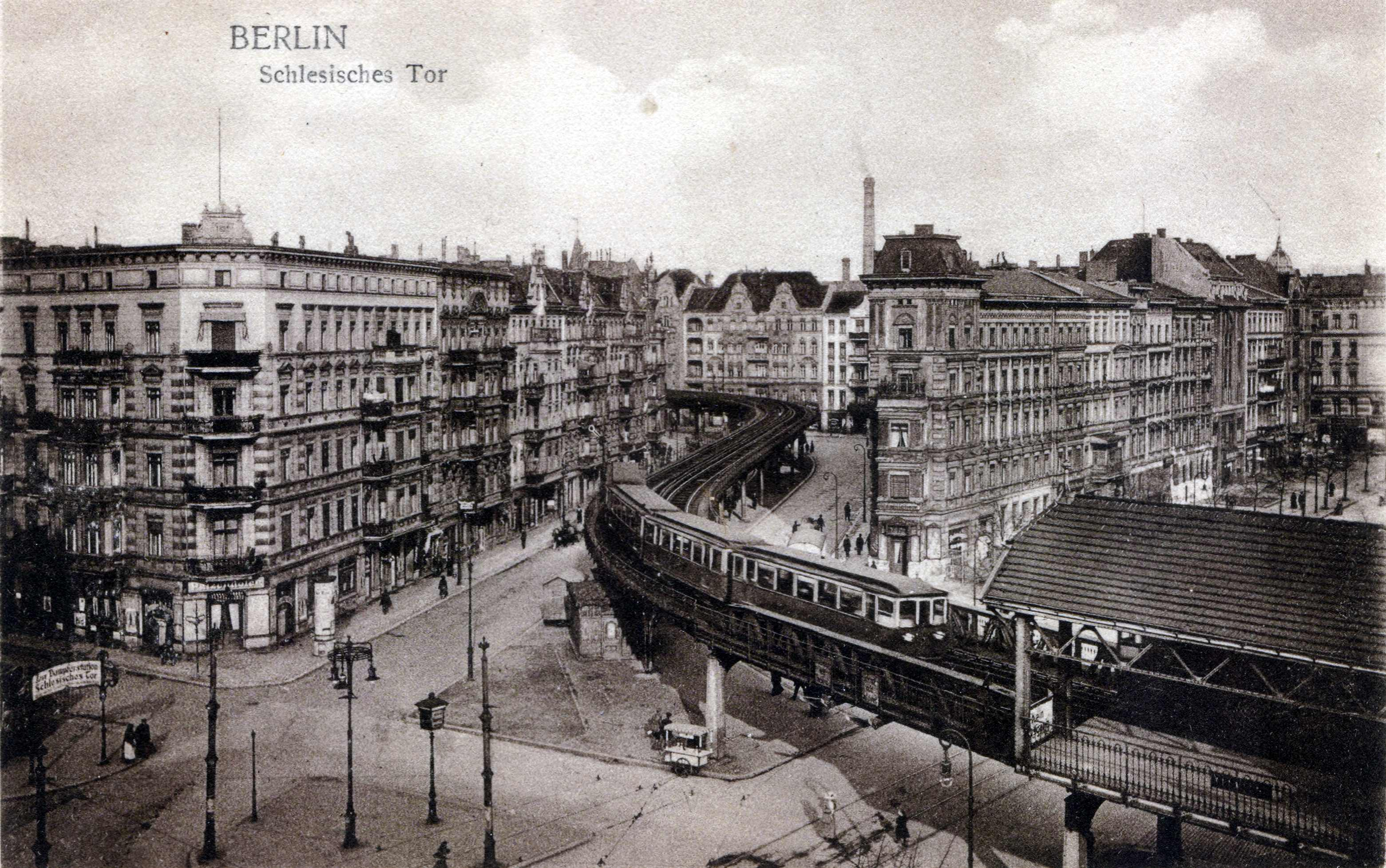
La station vers 1902.
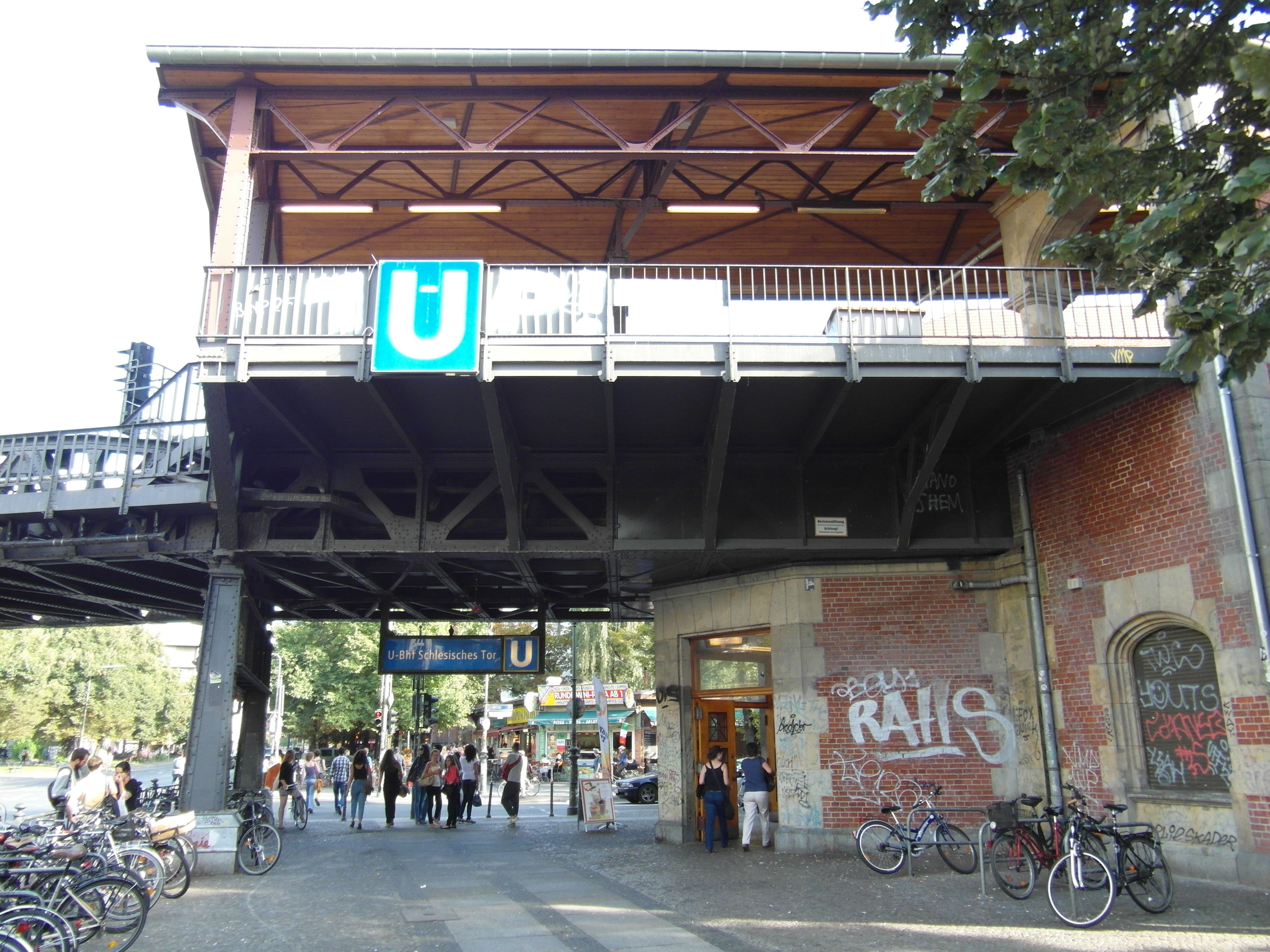
Vue de la station.